# Мохратаг
Мохратаг (вірм. Մոխրաթաղ), Кічік Карабай (азерб. Kiçik Qarabəy) — село у Мартакертському районі, де факто контролюється невизнаною Нагірно-Карабаською республікою. Село розташоване за 8 км на захід від міста Мартакерта, за 3 км на південний захід від траси «Північ-південь», між селами Мец шен, Цахкашен, Неркін Оратаг, Ахабекаландж та Магавуз.

## Пам'ятки
В селі розташована церква 1883 р., середньовічний цвинтар та палац 1771 р.